# Ryosuke Kawano
Ryosuke Kawano (河野 諒祐 Kawano Ryosuke?, Kanagawa, 24 de diciembre de 1994) es un futbolista japonés que juega como defensa en el S. C. Sagamihara.

## Trayectoria
Es de la academia de Shonan Bellmare. 
Se registró el equipo emblemático de Shonan Bellmare en 2011 y volvió a inscribirse el próximo año también.

### Clubes
| Club                            | País  | Año       |
| ------------------------------- | ----- | --------- |
| Shonan Bellmare                 | Japón | 2013-2014 |
| Fukushima United F. C. (cedido) | Japón | 2014      |
| Verspah Oita                    | Japón | 2015-2017 |
| YSCC Yokohama                   | Japón | 2018-2019 |
| Mito HollyHock                  | Japón | 2020      |
| Fagiano Okayama                 | Japón | 2021-2024 |
| Kagoshima United FC (cedido)    | Japón | 2024      |
| S. C. Sagamihara                | Japón | 2025-     |